# Paweł Górnicki
Paweł Górnicki herbu Ogończyk (ur. 1548, zm. 8 marca 1632 w Barczewie) – kanonik wileński, inflancki i warmiński, prepozyt kapituły warmińskiej, sekretarz króla Stefana Batorego.

## Życiorys

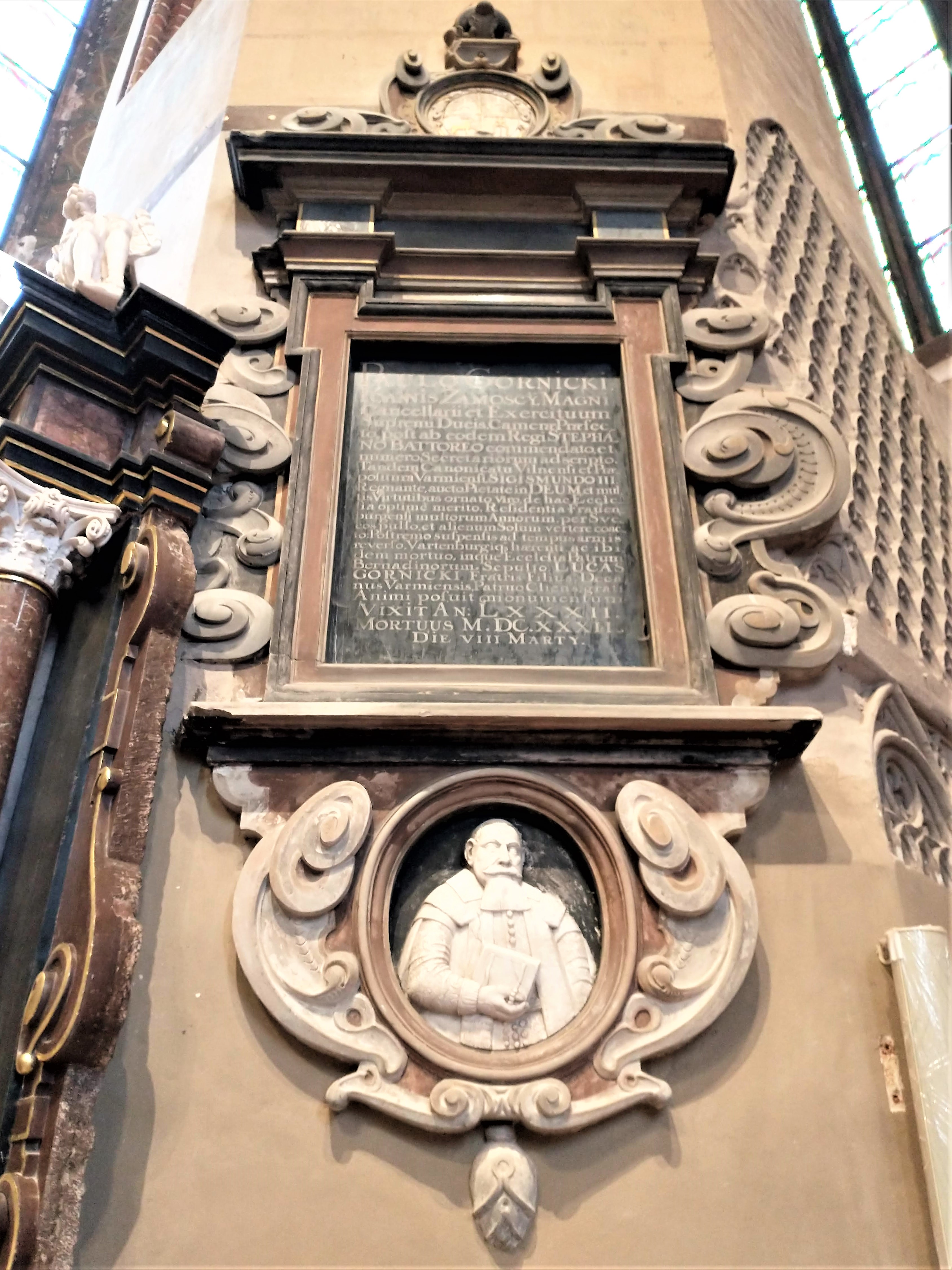
Nagrobek (katedra fromborska)

Urodził się w roku 1548 w księstwie oświęcimskim. Był synem mieszczanina z Bochni Marcina Góry. Brat wybitnego pisarza, tłumacza i autora Dworzanina polskiego Łukasza. Od roku 1572 przebywał na dworze biskupa Marcina Kromera w Lidzbarku Warmińskim. Był sekretarzem króla Stefana Batorego i należał do bliskiego otoczenia hetmana Jana Zamoyskiego. 2 kwietnia 1590 został kanonikiem warmińskim (po rezygnacji z kanonii warmińskiej kan. Dawida Konarskiego). Od 15 maja 1592 osiedlił się we Fromborku. W latach 1601–1602 był administratorem komornictwa melzackiego (pieniężneńskiego), a w latach 1603–1606 administratorem komornictwa olsztyńskiego. 12 maja 1606 został prepozytem kapituły warmińskiej. Podczas nieobecności biskupa warmińskiego Szymona Rudnickiego wielokrotnie zarządzał diecezją warmińską, rozwijając i rozbudowując klasztor bernardynów w Barczewie. Ufundował dzwony zegarowe do katedry fromborskiej. Wniósł duży wkład w utrwalanie pozycji Kościoła na Warmii.
Podczas najazdu szwedzkiego schronił się w klasztorze bernardynów w Barczewie, gdzie zmarł i został pochowany w kościele klasztornym pw. św. Andrzeja. W katedrze fromborskiej znajduje się jego portret epitafijny wykonany w marmurze, ufundowany ok. 1640 przez jego bratanka Łukasza Górnickiego, kanonika warmińskiego.